# Влада Краљевине Белгије
Влада Краљевине Белгије је највиши извршни орган у Белгији.
Састоји се од министара и државних секретара („млађих“ министара). Министре формално именује краљ Белгије. На челу Владе налази се премијер, а министри стоје на челу министарстава. Они не могу сједити у парламенту. Министара може бити највише до 14, с тим да буде исти број француских и холандских говорних министара.